# アクアオーラ

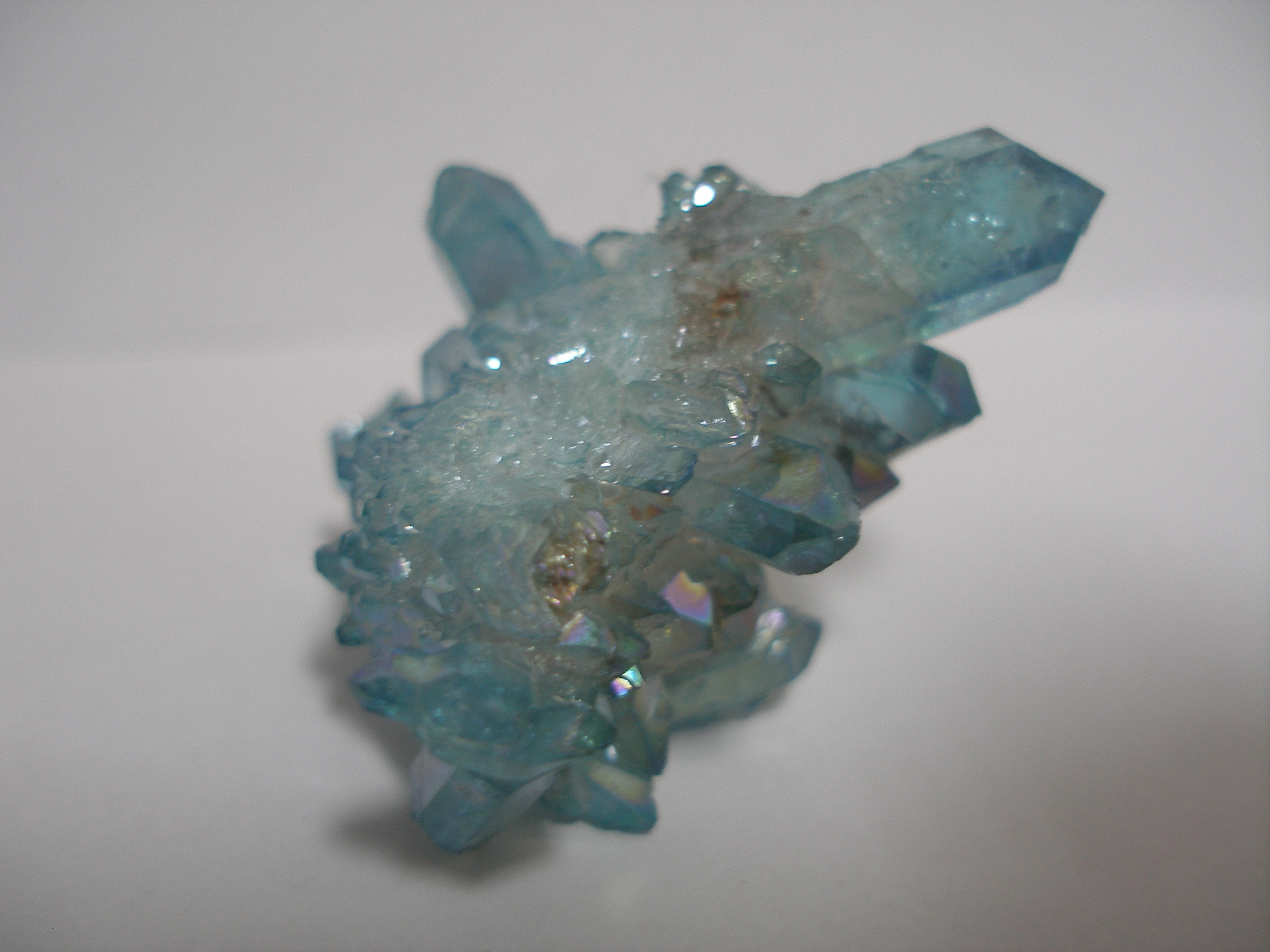
アクアオーラクラスター

アクアオーラ（aqua aura）は人工的に作られた宝石の一種。水晶に金などを蒸着して作られる。
真空内において、水晶を871℃（華氏1,600度）に熱し、その後金の蒸気を添加する。金原子は水晶の表面に融合し、虹色の金属光沢を水晶に与える。この作製工程はアメリカ合衆国特許番号6997014（2006）が与えられた。
最も一般的なものは金を蒸着したアクアオーラブルーだが、より低温で蒸着したゴールデンオーラ他に銀を蒸着したオーロラオーラ（アクアオーラホワイト、エンジェルオーラとも）、インジウムを蒸着したコスモオーラなどの派生物がある。また、色合いを変えるためにこれらの金属の合金が用いられる場合もある。
色合いは透明感のある水色のような色である。表面に現れる反射光は 薄いピンク－黄緑色 を呈し、コーティングクリスタル（オーラクリスタル）独特の光沢を有す。

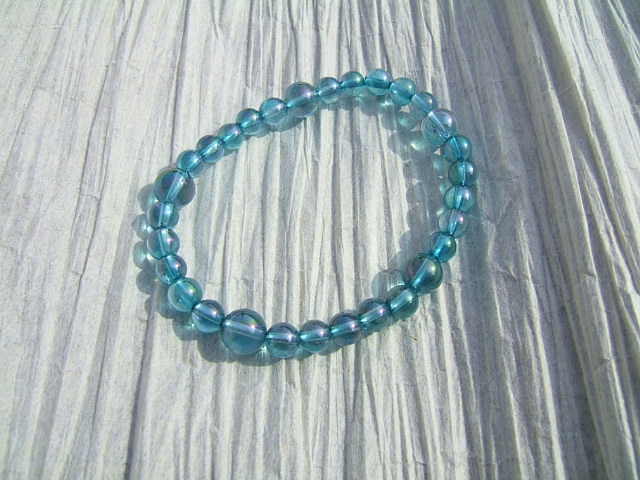
アクアオーラのブレスレット

アクアオーラはしばしばクリスタルヒーリングに用いられる。クリスタルヒーラーの間ではさして高価ではなく、入手も容易であることから人気がある。ブレスレットなどの小さな装身具に用いるために、球状もしくはビーズ状に研磨されたものに加工を施しているものが多い。ペンダントなどの大きな装身具に用いたり、ポイントとして用いるために、水晶全体をそのまま用いることもある。またクラスター（群晶）のものも見られる。